# Corydalis seisumsiana
Corydalis seisumsiana là một loài thực vật có hoa trong họ Anh túc. Loài này được Lidén mô tả khoa học đầu tiên năm 1996.